# Zhongfang
Zhongfang  (en chino, 中方; pinyin, Zhōngfāng) es un condado  bajo la administración directa de la Prefectura Huaihua en la Provincia de Hunan, República Popular China.  Su área es de 1515 km² y su población total para 2010 superó los 230 mil habitantes. 

## Administración
Desde enero de 2025, el  Condado Zhongfang  se divide en 21 pueblos que se administran en 11 poblados y 1 villa étnica.

## Toponimia
El topónimo Zhongfang se compone de los sinogramas Zhong (central) y Fang (lugar), lo que da como resultado "lugar central". 
"Durante la dinastía Han, se estableció en este lugar una estación de correos llamada Zhongfang (中方 驿站), que significaba "el lugar más céntrico / estación central", reflejando su ubicación estratégica como nodo de rutas, de ahí su nombre.

## Historia
El 29 de noviembre de 1997 se estableció la ciudad de Huaihua a nivel prefectura. La ciudad Huaihua original se dividió en el Distrito Hecheng (la sede de gobierno) y el condado de Zhongfang. En febrero de 1998, se estableció oficialmente el condado de Zhongfang.